# مسجد أبو درويش

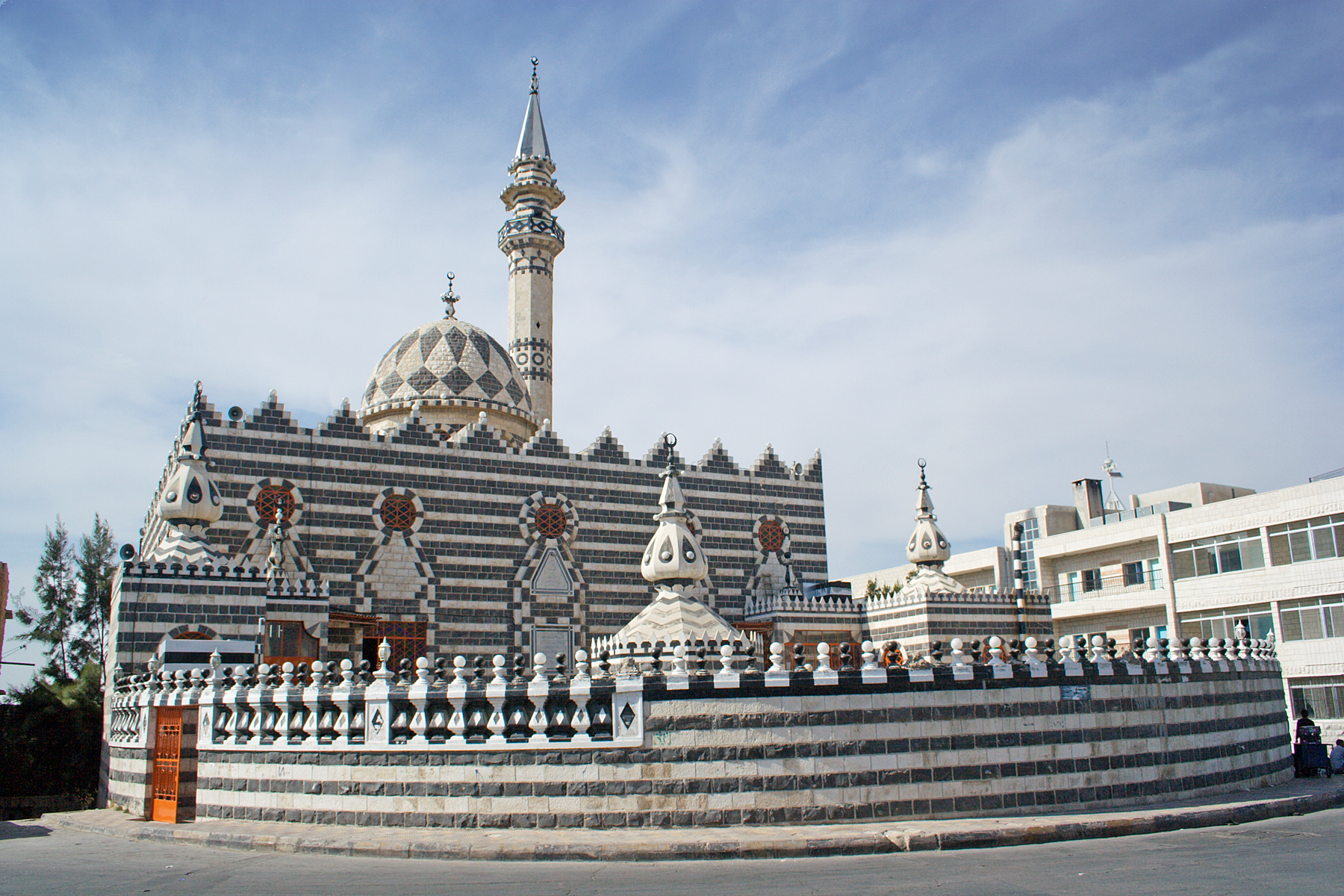
مسجد أبو درويش

مسجد أبو درويش من أقدم مساجد العاصمة عمان واجملها. يحمل هذا المسجد طرازا دمشقيا قديما في الزخرفة والشكل الخارجي، ويستخدم لونين من الحجارة في بنائه الأبيض والأسود. بني على موقع بارز من جبل الأشرفية التابعة لعمان الشرقية. يمكن رؤيته من كل مناطق العاصمة. وقد بناه رجل شركسي اسمه الحاج  مصطفى حسن شركس ولقبه (أبو درويش) من سكان عمان عام 1961م وعرف باسمه منذ ذلك الحين ودفن في باحته بعد  وفاته  في  الثاني من رمضان عام 1991م.